# Fumaria montana
Fumaria montana é uma espécie de planta com flor pertencente à família Papaveraceae. 
A autoridade científica da espécie é Schmidt, tendo sido publicada em Beitrage zur Flora der Cap Verdischen Inseln 263. 1852.

## Portugal
Trata-se de uma espécie presente no território português, nomeadamente no Arquipélago da Madeira.
Em termos de naturalidade é endémica da Região Macaronésia.

## Protecção
Não se encontra protegida por legislação portuguesa ou da Comunidade Europeia.